# 프로토플라스트
프로토플라스트(protoplast, 고대 그리스어 πρΩτόπλαστος, prōtóplastos, '최초로 형성된'에서 유래) 또는 원형질체는 세포벽을 제외한 전체 세포를 지칭하기 위해 1880년 한슈타인이 만든 생물학적 용어이다. 프로토플라스트는 기계적, 화학적 또는 효소적 수단을 통해 식물, 박테리아 또는 곰팡이 세포에서 세포벽을 제거하여 생성될 수 있다.
프로토플라스트는 세포벽이 완전히 제거되었다는 점에서 스페로플라스트와 다르다. 스페로플라스트는 세포벽의 일부를 유지한다. 예를 들어 그람 음성균 스페로플라스트의 경우 세포벽의 펩티도글리칸 성분은 제거되었지만 외막 성분은 제거되지 않았다.

## 같이 보기
- 스페로플라스트
- L형균